# Kyselina sorbová
Kyselina sorbová je nenasycená karboxylová kyselina, jejíž název byl odvozen od odborného názvu jeřábu ptačího (Sorbus aucuparia), z jehož plodů byla látka poprvé v roce 1859 izolována. Používá se jako konzervant v potravinářství, protože zabraňuje růstu plísní, kvasinek i některých kultur baktérií, které se mohou vyskytovat v sýrech, šťávách, marmeládách, džemech, víně či sušeném ovoci. Tradičně se přidává do nápojů, kečupů, majonéz, margarínů, sýrů a dalších mléčných výrobků, pekařských polotovarů a cukrovinek, masných výrobků, salátových zálivek a dresinků a nakládané zeleniny. Často se však používají jako aditiva spíše její soli (E 201, E 202, E 203 – sorbany) a to proto, že kyselina sorbová je špatně rozpustná ve vodě.

## Bezpečnost
Kyselina sorbová v lidském těle snadno metabolizuje a považuje se za nejméně škodlivé konzervační aditivum, neboť během pokusů na zvířatech nebyl prokázán žádný negativní účinek této látky na organismy. Totéž platí i pro její soli – sorbany. V dávkách 5 % v potravě dokonce kyselina sorbová způsobovala zrychlený růst a prodloužení doby života krysích samců. To se vysvětlovalo především zvýšeným přísunem kalorií, neboť kyselina sorbová dodává tělu energii a aktivně posiluje tělo před infekcemi.
Kyselina sorbová a její soli se rovněž používají jako konzervační látky v kosmetice a farmacii. Díky tomu byly testovány účinky těchto látek na pokožku a ukázalo se, že v koncentraci okolo 1 % způsobují podráždění sliznic, u citlivých lidí vyvolávají kopřivku. V potravinách se tyto látky objevují nejčastěji v koncentraci mezi 0,3 - 0,8 g/kg.
V roce 1998 našla ČZPI kyselinu sorbovou i v salátech (vlašský, pařížský, a další), v jemném pečivu a chlebech a to i přesto, že její použití je v těchto výrobcích zakázáno. Mimoto se kyselina sorbová nesmí do salátů přidávat, neboť by mohla maskovat přítomnost bakterií, které způsobují otravy jídla. V České republice je použití kyseliny sorbové povoleno jen pro vybrané druhy potravin. Stejně tak je tomu v USA, kde je kyselina sorbová označována jako GRAS látka (Generally recognized as safe, tj. bezpečná látka nepodléhající regulaci).